# قد قصير الرأس
قد قصير الرأس[بحاجة لمصدر] (الاسم العلمي: Cottus confusus) (بالإنجليزية: shorthead sculpin)‏ هو نوع من الأسماك يتبع جنس القد من الفصيلة القديات.